# Międzynarodowa Akademia Prasy
Międzynarodowa Akademia Prasy (ang. International Press Academy – IPA) − ufundowana w 1996 roku przez Mirjanę Van Blaricom. Akademia zrzesza największą liczbę organizacji prasowych na świecie, dziennikarze i krytycy filmowi przynależni do organizacji rozdają co roku swoje nagrody filmowe − Satelity – za działalność filmową i telewizyjną, nagrodę New Media oraz Nagrody specjalne. 
Mirjana Van Blaricom była przewodniczącą Stowarzyszenia Prasy Zagranicznej akredytowanej przy Hollywood, które corocznie przyznaje Złote Globy. W 1996 roku utworzyła nową organizację, której nagrody są przeciwwagą Złotych Globów.